# Municipio de Carroll (condado de Platte)
El municipio de Carroll (en inglés: Carroll Township) es un municipio ubicado en el condado de Platte en el estado estadounidense de Misuri. En el año 2010 tenía una población de 14970 habitantes y una densidad poblacional de 78,63 personas por km².

## Geografía
El municipio de Carroll se encuentra ubicado en las coordenadas 39°20′38″N 94°42′47″O / 39.34389, -94.71306. Según la Oficina del Censo de los Estados Unidos, el municipio tiene una superficie total de 190.39 km², de la cual 188.41 km² corresponden a tierra firme y (1.04%) 1.98 km² es agua.

## Demografía
Según el censo de 2010, había 14970 personas residiendo en el municipio de Carroll. La densidad de población era de 78,63 hab./km². De los 14970 habitantes, el municipio de Carroll estaba compuesto por el 92.01% blancos, el 3.01% eran afroamericanos, el 0.41% eran amerindios, el 1.44% eran asiáticos, el 0.09% eran isleños del Pacífico, el 1.02% eran de otras razas y el 2.02% pertenecían a dos o más razas. Del total de la población el 3.86% eran hispanos o latinos de cualquier raza.